# Cycloloculina
Cycloloculina, en ocasiones erróneamente denominado Cycloloceilina, es un género de foraminífero bentónico de la subfamilia Annulocibicidinae, de la familia Cibicididae, de la superfamilia Planorbulinoidea, del suborden Rotaliina y del orden Rotaliida. Su especie tipo es Cycloloculina annulata. Su rango cronoestratigráfico abarca desde el Luteciense (Eoceno medio) hasta el Mioceno inferior.

## Clasificación
Cycloloculina incluye a las siguientes especies:
- Cycloloculina boninensis †
- Cycloloculina eocaenica †
- Cycloloculina punctata †

Otras especies consideradas en Cycloloculina son:
- Cycloloculina annulata †, considerado sinónimo posterior de Cycloloculina eocaenica
- Cycloloculina cubensis †, considerado sinónimo posterior de Sherbornina atkinsoni
- Cycloloculina glabra †, aceptado como Sherbornina glabra
- Cycloloculina jarvisi †, considerado sinónimo posterior de Sherbornina atkinsoni
- Cycloloculina miocenica †, considerado sinónimo posterior de Sherbornina atkinsoni
- Cycloloculina a costellata